# Дискографія Пе Сюзі
Південнокорейська співачка та акторка Пе Сюзі, відома як Сюзі, випустила один мініальбом, чотири сингла та чотири рекламних синглів.

## Альбоми

### Мініальбом
| Назва           | Деталі | Найвище місце в чарті | Найвище місце в чарті | Продажі        |
| Назва           | Деталі | KOR                   | US World              | Продажі        |
| --------------- | --- | --------------------- | --------------------- | -------------- |
| «Yes? No?»      | - Випущено: 24 січня 2017 - Фірма звукозапису: JYP Entertainment, Genie Music - Формат: CD, цифрове завантаження  | 2                     | 15                    | - KOR: 11,020+ |
| «Faces of Love» | - Випущено: 29 січня 2018 - Фірма звукозапису: JYP Entertainment, Genie Music - Формати: CD, цифрове завантаження | 6                     | —                     | - KOR: 10,269+ |

## Сингли

### Як головний виконавець
| Назва                                                                                   | Рік  | Найвище місце в чарті | Найвище місце в чарті | Продажі (Завантаження) | Альбом            |
| Назва                                                                                   | Рік  | KOR                   | KOR Hot               | Продажі (Завантаження) | Альбом            |
| --------------------------------------------------------------------------------------- | ---- | --------------------- | --------------------- | ---------------------- | ----------------- |
| «Pretend» (행복한 척)                                                                   | 2017 | 2                     | —                     | - KOR: 765,502+        | «Yes? No?»        |
| «Yes No Maybe»                                                                          | 2017 | 19                    | —                     | - KOR: 148,108+        | «Yes? No?»        |
| «I'm in Love with Someone Else» (다른 사람을 사랑하고 있어)                             | 2018 | 3                     | 3                     | —                      | «Faces of Love»   |
| «Holiday» (разом з DPR Live)                                                            | 2018 | 17                    | 17                    | —                      | «Faces of Love»   |
| «Midnight» (잘자 내 몫까지) (разом з Yiruma)                                            | 2018 | —                     | —                     | —                      | «Faces of Love»   |
| "Satellite"                                                                             | 2022 | 117                   | 58                    | —                      | Сингл без альбому |
| "Cape"                                                                                  | 2022 | —                     | —                     | —                      | Сингл без альбому |
| «—» показує випуски пісень, які або не потрапили до чарту або не вийшли у цьому регіоні |      |                       |                       |                        |                   |

### Як запрошений виконавець
| Назва                                                                                    | Рік  | Найвище місце в чарті | Альбом            |
| Назва                                                                                    | Рік  | KOR                   | Альбом            |
| ---------------------------------------------------------------------------------------- | ---- | --------------------- | ----------------- |
| «Before This Song Ends» (JJ Project виконує разом із Сюзі)                               | 2012 | 139                   | «Bounce»          |
| «I Won't Do Bad Things» (B1A4, оповідач Сюзі)                                            | 2012 | —                     | «In The Wind»     |
| «Together in Love» (з Шоу Ло)                                                            | 2015 | —                     | Reality Show?     |
| «Out of Breath» (행복해지고 싶어) (Babylon разом із Сюзі)                                | 2019 | —                     | Сингл без альбому |
| «—» показує випуски пісень, які або не потрапили до чарту або не вийшли у цьому регіоні. |      |                       |                   |

## Співпраця
| Назва                                                                                    | Рік  | Найвище місце в чарті | Продажі (Завантаження)                | Альбом                            |
| Назва                                                                                    | Рік  | KOR                   | Продажі (Завантаження)                | Альбом                            |
| ---------------------------------------------------------------------------------------- | ---- | --------------------- | ------------------------------------- | --------------------------------- |
| "Farewell Under the Sun" (대낮에 한 이별) разом із Бернард Пак                           | 2014 | 40                    | - KOR: 92,093                         | «JYP Nation Korea 2014 'One Mic'» |
| «Dream» (з Бекхьоном)                                                                    | 2016 | 1                     | - KOR: 1,360,267+ - KOR: 36,900+ (CD) | «Dream»                           |
| «Don't Wait For Your Love» (기다리지 말아요) (з Пак Воном)                               | 2017 | 16                    | - KOR: 117,608+                       | Пісні без альбому                 |
| «—» показує випуски пісень, які або не потрапили до чарту або не вийшли у цьому регіоні. |      |                       |                                       |                                   |

## Поява у звукових доріжках
| Назва | Рік  | Найвище місце в чарті | Найвище місце в чарті | Продажі (Завантаження) | Альбом                                   |
| Назва | Рік  | KOR                   | KOR Billboard         | Продажі (Завантаження) | Альбом                                   |
| --- | ---- | --------------------- | --------------------- | ---------------------- | ---------------------------------------- |
| «Dream High» (드림하이) (з Ок Тхек Йон, Уйон, Кім Су Хьон та JOO) | 2011 | 41                    | —                     | Н/Д                    | «Одержимі мрією OST»                     |
| «Winter Child» (겨울아이) | 2011 | 12                    | —                     | - KOR: 1,004,966+      | «Одержимі мрією OST»                     |
| «So Many Tears» (눈물이 많아서) | 2011 | 7                     | 3                     | - KOR: 1,103,111+      | «Я теж квіточка! OST»                    |
| «You're My Star» | 2012 | 23                    | 41                    | - KOR: 389,878+        | «Одержимі мрією 2 OST»                   |
| «I Still Love You» (그래도 사랑해) | 2012 | 15                    | 19                    | - KOR: 523,715+        | «Big OST»                                |
| «Don't Forget Me» (나를 잊지말아요) | 2013 | 12                    | 5                     | - KOR: 590,321+        | «Книга сім'ї Ку OST»                     |
| «Why Am I Like This» (왜 이럴까) | 2015 | 22                    | Н/Д                   | - KOR: 175,074+        | «Час, коли ми не кохали один одного OST» |
| «Ring My Bell» | 2016 | 18                    | Н/Д                   | - KOR: 343,613+        | «Нестримно закохані OST»                 |
| «When It's Good» (좋을땐) | 2016 | 84                    | Н/Д                   | - KOR: 26,583+         | «Нестримно закохані OST»                 |
| «I Love You Boy» | 2017 | 13                    | Н/Д                   | - KOR: 135,855+        | «Доки ти спала OST»                      |
| «Words I Want To Hear» (듣고 싶은 말) | 2017 | 58                    | Н/Д                   | - KOR: 65,806+         | «Доки ти спала OST»                      |
| «My Dear Love» | 2020 | 142                   | —                     | Н/Д                    | «Start-Up OST»                           |
| "Inevitable" (안하기가 쉽지 않아요) | 2022 | 184                   | —                     | Н/Д                    | «Extraordinary Attorney Woo OST»         |
| «—» показує випуски пісень, які або не потрапили до чарту або не вийшли у цьому регіоні. Примітка: Billboard Korea K-Pop Hot 100 була представлено у серпні 2011 та відмінено в липні 2014. |      |                       |                       |                        |                                          |

## Інші пісні, що потрапили до чарту
| Назва                                                                                    | Рік  | Найвище місце в чарті | Продажі (Завантаження) | Альбом     |
| Назва                                                                                    | Рік  | KOR                   | Продажі (Завантаження) | Альбом     |
| ---------------------------------------------------------------------------------------- | ---- | --------------------- | ---------------------- | ---------- |
| «Sick And Tired» (다 그런거잖아) (разом із Reddy)                                        | 2017 | 71                    | - KOR: 25,389+         | «Yes? No?» |
| «Les Préférences» (취향)                                                                 | 2017 | —                     | - KOR: 18,392+         | «Yes? No?» |
| «Question Mark» (난로 마냥)                                                              | 2017 | —                     | - KOR: 16,980+         | «Yes? No?» |
| «Little Wildflower» (꽃마리)                                                             | 2017 | —                     | - KOR: 18,157+         | «Yes? No?» |
| «—» показує випуски пісень, які або не потрапили до чарту або не вийшли у цьому регіоні. |      |                       |                        |            |

## Рекламні сингли
| Рік  | Назва                                     | Продукт                       |
| ---- | ----------------------------------------- | ----------------------------- |
| 2012 | «Come Out If You Love Me» (з Achtung)     | «Реклама (CF) Bean Pole»      |
| 2012 | «Classic» (з Ок Тхек Йон і Уйон] з 2PM)   | «Реклама (CF) Reebok Classic» |
| 2012 | «Moments» (з Duk Won з Broccoli, You Too) | «Реклама (CF) Canon»          |
| 2014 | «Wind, Wind, Wind»                        | «Реклама (CF) Bean Pole»      |

## Як авторка тексту пісень та композиторка
| Рік  | Альбом                   | Пісня                             | Текст пісні | Текст пісні        | Музука    | Музука     |
| Рік  | Альбом                   | Пісня                             | Зазначена   | З                  | Зазначена | З          |
| ---- | ------------------------ | --------------------------------- | ----------- | ------------------ | --------- | ---------- |
| 2015 | «Colors»                 | «I Caught Ya»                     | Так         | —                  | Ні        | —          |
| 2016 | «Нестримно закохані OST» | «When It's Good (좋을땐)»         | Так         | —                  | Так       | —          |
| 2017 | Yes? No?                 | «Preference (Les Préférences)»    | Так         | —                  | Ні        | —          |
| 2017 | Yes? No?                 | «Question Mark»                   | Так         | —                  | Так       | Чо Хьон А  |
| 2018 | «Faces of Love»          | «SObeR»                           | Так         | —                  | Ні        | —          |
| 2018 | «Faces of Love»          | «BAD X (나쁜X)»                   | Так         | —                  | Так       | Шім Ин Джі |
| 2018 | «Faces of Love»          | «Sleeplessness (너는 밤새도록)»   | Так         | —                  | Ні        | —          |
| 2019 | Сингл без альбому        | «Out of Breath» (행복해지고 싶어) | Так         | Babylon, Armadillo | Ні        | —          |

## Музичні відео
| Рік  | Назва                                                       | Альбом            | Режисер                     | Прим.  |
| ---- | ----------------------------------------------------------- | ----------------- | --------------------------- | ------ |
| 2015 | «Together in Love» (Шоу Ло разом із Сюзі)                   | «Reality Show?»   | Невідомий                   |        |
| 2016 | «Dream» (разом із Бекхьон)                                  | «Dream»           | Хван Су А                   |        |
| 2017 | «Yes No Maybe»                                              | «Yes? No?»        | Hobin (a Hobin film)        |        |
| 2017 | «Don't Wait for Your Love» (разом із Пак Вон)               | Сингл без альбому | Невідомий                   |        |
| 2018 | «I'm in Love with Someone Else» (다른 사람을 사랑하고 있어) | «Faces of Love»   | Yun Kim                     | [ 30 ] |
| 2018 | «HOLIDAY» (разом із DPR Live)                               | «Faces of Love»   | VISUALS FROM.               | [ 31 ] |
| 2018 | «SObeR»                                                     | «Faces of Love»   | Tiger Cave                  | [ 32 ] |
| 2018 | «Midnight» (잘자 내 몫까지)                                 | «Faces of Love»   | Йом У Джін                  | [ 33 ] |
| 2022 | «Satellite» (знімається Моніка Сін)                         | Сингл без альбому | Лі Су Хо (Boring Studio)    |        |
| 2022 | «Celeb» (Psy знімається разом із Сюзі)                      | «Psy 9th»         | Кім У Дже (ETUI Collective) | [ 34 ] |
| 2022 | «Cape»                                                      | Сингл без альбому | Невідомий                   | [ 35 ] |

## Виноски
1. ↑  Пісня «Cape» не потрапила до Цифрового чарту Circle, але зайняла позицію 44 у Чарті завантажень музики Circle.[9]
2. 1 2 3 4  CF розшифровується як commercial film, що перекладається як комерційний або рекламний фільм[29].